# Le Mythe de l'éternel retour
 (février 2011).
- Si vous ne connaissez pas le sujet, laissez ce bandeau (vous pouvez alors contacter les auteurs).
- Si vous supprimez le contenu mis en cause (vous pouvez préalablement contacter les auteurs),

argumentez précisément cette suppression dans la page de discussion
(un manque de référence n'est pas un argument ; une recherche réelle de référence doit avoir été effectuée, être formellement documentée).
 (février 2011).
Si vous disposez d'ouvrages ou d'articles de référence ou si vous connaissez des sites web de qualité traitant du thème abordé ici, merci de compléter l'article en donnant les références utiles à sa vérifiabilité et en les liant à la section « Notes et références ».
Le Mythe de l'éternel retour est un ouvrage majeur de Mircea Eliade, paru en 1949. Il est divisé en quatre chapitres.

## Résumé de l'œuvre

### Chapitre I: Archétypes et répétitions
Eliade étudie dans ce volume le concept de réalité dans les sociétés dites primitives et archaïques indo-européennes. Il part du principe que dans ces sociétés un objet ou un geste n'est réel que parce qu'il répète une action effectuée in illo tempore, c'est-à-dire à une époque mythique, originelle. Il acquiert un sens parce que le rituel, qui fait référence à un archétype, le lui confère en le dotant d'une fonction ou d'une force sacrée. Seul ce qui est sacré est réel. Par conséquent, tout ce qui n'entre pas dans le cadre d'un rite archétypal n'existe pas. Ce même phénomène apparaît dans la géographie et en particulier dans la situation des temples : ils doivent eux aussi se rapporter à un lieu sacré, à un modèle céleste qui leur est antérieur.
Toute la vie d'un homme ne répète pas un acte primordial. Selon le même principe, de nombreux lieux n'ont pas de modèles célestes ; ils sont hors du Cosmos et appartiennent donc au Chaos. Ils n'ont pas d'existence réelle puisque le Chaos précède la Création du Cosmos. Il est toutefois possible de rendre sacré un lieu en accomplissant « des rites qui répètent symboliquement l'acte de la Création » (p. 21). Celle-ci a eu lieu à l'endroit où se rencontrent le ciel et la terre : le Centre du monde. Ainsi, toute création humaine se rapportant à la cosmogonie devient à son tour un Centre puisqu'elle répète la Création. Le fait qu'un temple se trouve, selon cette logique, au Centre n'empêche pas les autres sanctuaires de s'y trouver aussi.
Un lieu doit être également consacré si on veut le rendre réel. On effectue donc un sacrifice cosmogonique. « Par le paradoxe du rite, tout espace consacré coïncide avec le Centre du Monde, tout comme le temps d'un rituel quelconque coïncide avec le temps mythique du « commencement » » (p. 33). L'homme est donc projeté le temps d'un rituel vers ce temps mythique. 
Certaines activités ont subi ce qu'Eliade appelle « un long processus de désacralisation ». On peut citer pour exemple la danse, la guerre ou encore la loi. Celles-ci ont aujourd'hui perdu leur caractère sacré bien qu'il existe pour chacune d'entre elles un prototype mythique.
Un acte n'acquiert donc un sens que dans la mesure où il répète un archétype. Cet acte devient sacré, ce qui le rend réel. Mais qu'en est-il de la réalité de l'homme ? Il n'est lui aussi réel que lorsqu'il pénètre cette sphère sacrée mise à sa portée par le rite. Le reste de sa vie n'a pas vraiment d'importance. Ainsi, si l'époque à laquelle il vit est dénuée de sens, apparaît le problème de l'Histoire. 
Certains mécanismes permettent toutefois de sacraliser des événements en les extrayant du temps profane. Il existe des exemples de personnages historiques, comme par exemple Dieudonné de Gozon dont les exploits ont été interprétés au moyen d'un mythe. Bien que principalement imaginaires, ses actions sont enregistrées dans la mémoire collective qui aura vite fait d'oublier le vrai personnage.

### Chapitre II: la Régénération du temps
Au sujet du passage du temps, le moment le plus significatif de l'année est certainement la célébration du Nouvel An. Eliade constate « qu'il existe partout une conception de la fin et du début d'une période temporelle, fondée sur l'observation des rythmes bio cosmiques » (p. 67). En tant que période de transition, le passage au Nouvel An reprend un modèle cosmogonique, celui du passage du Chaos au Cosmos : la Création. Tout ce qui a eu lieu avant cette nouvelle Création est détruit (p.ex. les péchés sont annulés grâce à l'expulsion d'un bouc émissaire). L'auteur donne l'exemple de l'akitû (Nouvel An babylonien) lors duquel le Chaos était symboliquement recréé afin d'être mieux aboli par la répétition de la Création. Cette reconstitution permet à l'homme de participer activement à la cosmogonie puisque, comme lors des autres rites archétypaux, il quitte le temps profane et est transporté jusqu'aux temps de la Création.
On retrouve dans les sociétés étudiées dans ce chapitre certains motifs récurrents entourant le passage du Chaos au Cosmos. Par exemple la croyance en un retour des morts parmi les vivants, l'extinction et la réanimation d'un feu ou les luttes rituelles entre deux personnages symbolisant le combat entre le dieu et le dragon primordial. 
L'auteur revient ensuite à l'étude de la relation de l'homme à l'Histoire. La plupart des événements vécus en dehors des rituels sont considérés comme des péchés dont l'homme doit se libérer. La vie dans les temps profanes est douloureuse car vide de sens. L'homme doit donc se régénérer dans les temps mythiques et pour cela il effectue des rites. Dans la mesure où ces rituels répètent la cosmogonie, chaque nouveau rituel est une nouvelle Création. On en trouve des exemples dans la construction des autels védiques ou dans la prise de possession d'un territoire par les Scandinaves. Les rites permettent ainsi à l'homme d'annuler le temps et indiquent « une intention anti-historique ».
Un autre exemple de l'attachement à l'idée de renouvellement périodique est l'importance des cycles lunaires qui étaient assimilés à l'existence humaine. Comme la lune, l'humanité va un jour disparaître (mythe de la combustion universelle, ekpyrosis) puis renaître et, dans le cas de l'humanité, revenir à ses origines. Par conséquent, « le passé n'est que la préfiguration du futur » (p. 107).

### Chapitre III: «Malheur» et  «histoire»
L'homme archaïque ne peut supporter l'Histoire qui, pour lui, n'est qu'une suite d'événements extérieurs à la sphère sacrée. En tant que tels, ils ne devraient même pas être réels et pourtant ils sont cause de souffrance. Cette souffrance puisqu'elle est inévitable doit donc avoir un sens pour être supportable. Avant d'aller plus loin dans son raisonnement, Eliade précise que la souffrance dont il parle est un fait historique (sécheresse, incendie, esclavage, injustice sociale, etc.). Elle est donc  la conséquence « de l'action magique d'un ennemi, d'une infraction à un tabou, du passage dans une zone néfaste, de la colère d'un dieu ou […] de la volonté ou du courroux de l'Être suprême » (p. 114). 
En Inde, le concept du karma démontre que toute souffrance a une cause antérieure et est donc méritée. Au cours de ses nombreuses vies, l'homme contracte une dette karmique. C'est par la compréhension de ses erreurs passées, que l'homme pourra changer son comportement et donc se libérer du karma qu'il a engendré. En ce sens, la souffrance n'est pas une fatalité, mais elle est nécessaire pour comprendre qu'une erreur a été commise. La souffrance a donc une cause et par conséquent un sens : celui de ne pas refaire les mêmes erreurs.
Pour les Hébreux, les catastrophes cosmiques étaient en fait des rappels à l'ordre de Yahvé. Puisqu'ils émanaient de Dieu lui-même, ces événements avaient une certaine valeur, un sens, ce qui a contribué à la valorisation de l'Histoire.
L'auteur se demande ensuite si la révélation monothéiste n'inclut pas obligatoirement cette valorisation. La révélation fait partie de l'Histoire et n'a donc pas eu lieu en un temps mythique. Le monothéisme se démarque encore des croyances archaïques de par la vision linéaire du temps qui en découle (s'il ne peut y avoir qu'une seule révélation, le temps ne peut être cyclique). De plus, au illud tempus des origines s'ajoute un illud tempus à venir. « La régénération périodique de la Création est remplacée par une régénération unique qui aura lieu dans un in illo tempore à venir » (p. 130). De cette façon, que le temps soit cyclique ou linéaire, on sait que l'Histoire sera abolie ce qui la rend plus supportable.
L'abolition de l'Histoire est précédée, selon certaines croyances, d'une dégradation du Cosmos et/ou de l'homme. Cette idée apparaît entre autres dans la tradition bouddhiste où « la décadence progressive de l'homme est marquée […] par une diminution continue de la durée de la vie de l'homme » (p. 135).
Aux Ie et IIe siècles av. J.-C., apparaît dans les sociétés grecques et romaines une théorie reprise d'après les cultures archaïques ou primitives : celle de l'apocatastase (mythe de la conflagration universelle). Ainsi, après que le monde aura pris fin dans le feu, les bons (qui auront été épargnés) vivront dans la béatitude et l'éternité. Une telle conception existe aussi dans certaines croyances iraniennes où le monde est détruit par l'eau et le feu. Dans la tradition chrétienne et hébraïque, avant ce salut le monde doit passer par une période de ténèbres, signe annonçant la fin du Cosmos. Dans l'ensemble, l'apocatastase est une idée qui a rassuré l'homme car elle est un passage nécessaire à l'avènement des temps meilleurs.

### Chapitre IV: la «Terreur de l'histoire»
Dans ce dernier chapitre, Eliade se propose de « confronter l'« homme historique » (moderne) qui se sait et se veut créateur d'histoire, avec l'homme des civilisations traditionnelles qui avait à l'égard de l'histoire une attitude négative » (p. 158). Ce dernier usait de différents moyens pour réduire l'importance de l'histoire : les célébrations du Nouvel An lors desquelles l'année écoulée était abolie ou les rituels archétypaux qui renvoyaient à une époque hors de l'histoire en sont des exemples. Mais l'homme moderne a dû se résigner à vivre dans cette histoire. L'auteur tente donc d'étudier les mécanismes qui lui permettent d'y « survivre » et étudie la présence de ces deux théories de l'histoire (l'une cyclique et l'autre linéaire) dans les sociétés modernes.
Les conceptions archaïques de l'histoire (théorie des archétypes, vision cyclique, etc.) ont longtemps persisté dans certaines couches de la population. Au XIIIe siècle par exemple, les chrétiens ont assimilé Gengis Khan à David, roi unificateur, des prophéties d'Ezéchiel. Ces croyances n'auraient d'ailleurs pas complètement disparu dans nos sociétés modernes.
Les croyances traditionnelles ont donc aussi influencé les chrétiens pour qui pourtant le temps se devait d'être linéaire et non cyclique. La mort du Christ pour le rachat des péchés de l'homme n'ayant lieu qu'une fois, la vie des hommes est donc la justification de ce sacrifice, le chemin vers la rédemption ce qui donne un sens à l'histoire. En marge de cette idée, d'autres penseurs et même certains Pères de l'Église croyaient en la périodicité de l'histoire du monde.
Ces deux visions de l'histoire persistent jusqu'au XVIIe siècle où « le linéarisme et la conception progressiste de l'histoire s'affirment » (p.163) et ce dès le siècle des lumières. Pourtant, au milieu du XXe siècle, les conceptions cycliques du temps ressurgirent à travers l'hypothèse de voir un nouvel Univers remplacer le nôtre après sa destruction.
Au début du XIXe, les théories d'Hegel tendent à revaloriser l'histoire. La notion de « nécessité historique » implique la prise en considération des événements pour ce qu'ils sont et non en tant que fruits du hasard. Ils sont ce qu'ils sont parce qu'ils doivent l'être, « ils sont la volonté de l'Esprit Universel ». Cette même idée est présente chez les prophètes hébreux pour qui un événement quel qu'il soit est une théophanie ce qui lui donne sa validité. Les philosophies historicistes n'offrent pas plus d'échappatoires au problème de la souffrance due aux événements historiques.
Jusqu'à il y a peu, une partie plus ou moins grande de la population tolérait l'histoire parce qu'elle avait un sens « méta historique ». Et pour les cultures dites traditionnelles, c'est encore le cas. Par conséquent, pour Eliade, seules les élites sont concernées par cette question. L'auteur croit en un retour de l'homme vers les croyances archaïques de répétition archétypale et en un refus ou un oubli de tout geste spontané n'appartenant pas à cette catégorie et ce afin de s'éloigner le plus possible de l'« histoire ».
L'auteur différencie ensuite l'homme moderne de l'homme archaïque selon la valeur que chacun donne aux événements historiques. C'est sur ce point que repose toute l'opposition entre ces hommes. Puis Eliade les confronte et se demande quelles critiques ils pourraient s'adresser. L'homme archaïque qui refuse « son histoire » en accepte une autre qui n'est pas la sienne mais celle de ces héros civilisateurs et qui appartient à un temps mythique. On peut aussi reprocher à l'homme archaïque de vivre dans un monde exempt de toute créativité humaine puisqu'il ne fait que répéter des archétypes. D'un autre côté, l'homme moderne qui se dit créateur d'histoire voit son pouvoir sur elle diminuer soit parce qu'elle finit par se faire seule (en tant que conséquence d'actes passés) soit qu'elle soit faite par un petit nombre d'hommes. Mais l'un comme l'autre ont réussi à combattre les souffrances de l'histoire : l'un par le retour grâce aux rites à un temps mythique et l'autre par la croyance en Dieu.

## Source
- Édition utilisée : Eliade M., Le Mythe de l'éternel retour, Folio Essais, 2001